# Daniel Josephus Jitta
Daniel Josephus Jitta (Amsterdam, 19 juli 1854 – Den Haag, 10 november 1925) was een Nederlands rechtsgeleerde. Hij doceerde internationaal privaatrecht aan de Universiteit van Amsterdam.

## Leven en werk
Hij was een zoon van Alfred Josephus Jitta, juwelier-diamantair uit de Joodse familie Josephus Jitta en Abichaël (Fanny) Polak Daniels. Hij is op 17 november 1885 getrouwd met Carolina Frederika Wertheim, een dochter van de bankier A.C. Wertheim. Zij kregen twee zoons en een dochter.
Hij groeide op in België. Hij ging in Brussel naar een gemeenteschool en vervolgens naar het Athénée Royal Daarna ging hij vanaf 1870 aan de Brusselse Vrije Universiteit studeren o.a. bij de professoren Égide Arntz (1812-1884) en Alphonse Rivier. Op 13 augustus 1874 behaalde hij daar de graad van docteur en droit. Hij ging daarna naar Leiden waar hij promoveerde op 15 april 1880 op het proefschrift Het vonnis van faillietverklaring in het internationaal privaatrecht. Hij begon zijn carrière als advocaat, te Amsterdam.

## Carrière
Josephus Jitta vestigde zich als advocaat te Amsterdam en oefende er de rechtspraktijk uit tot 1894. Ook was hij gedurende enige jaren directeur van de verzekeringsmaatschappij Flevo. Maar hij had meer belangstelling voor de meer academische kant van het recht, en publiceerde daarover. Op 20 december 1893 werd hij tot opvolger van Tobias Asser als hoogleraar in het handelsrecht en het internationaal privaatrecht aan de Universiteit van Amsterdam benoemd. Zijn professoraat begon hij met het uitspreken op 5 maart 1894 van de rede De beteekenis van de nieuwe faillissementswet voor het nationale en het internationale recht. In 1901-1902 was hij rector van de Universiteit.
In 1899 was hij een van Nederlandse vertegenwoordigers op het Zeerechtcongres van 1899 in Antwerpen.

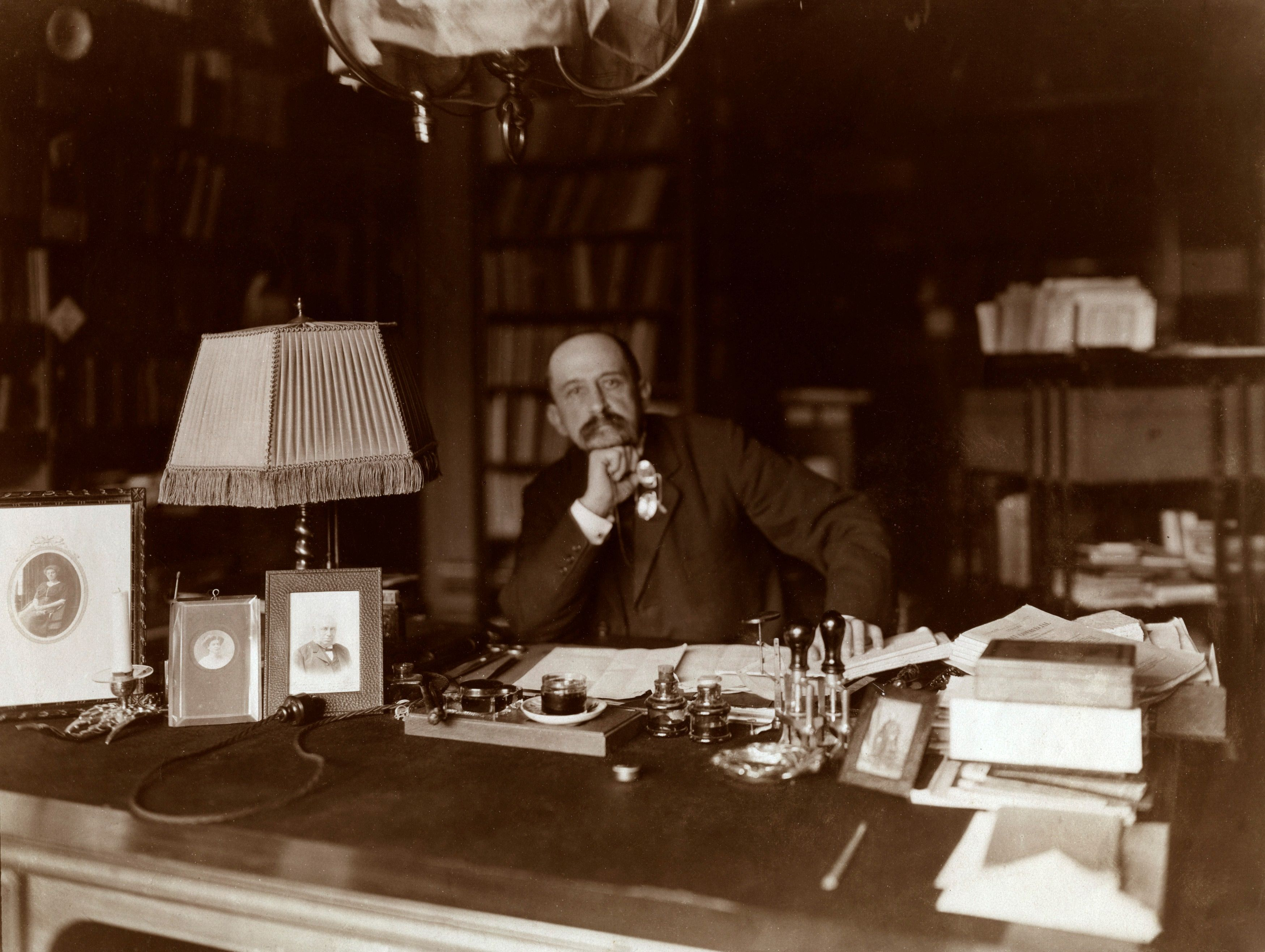
Josephus Jitta achter zijn bureau (1913)

Naast zijn hoogleraarschap was Josephus Jitta actief op organisatorisch en maatschappelijk terrein. Zo was hij van 1902 tot 1906 bestuurslid in het bestuur van de Nederlandsche Juristen-Vereeniging. Binnen deze vereniging maakte hij zich sterk voor internationale afspraken, die onder andere leidden tot het Unieverdrag van Parijs tot bescherming van de industriële eigendom. Dit verdrag werd op 20 maart 1883 getekend. Het kreeg goedkeuring bij Nederlandse wet op 23 april 1884 zoals gepubliceerd in het Staatsblad nummer 53. In 1893 werd het Bureau voor den industrieelen eigendom opgericht als uitvoerder van de Merkenwet in Nederland.Ook na 1893 beef hij actief op op dit gebied, In 1903 was hij voorzitter van het congres van de Internationale Vereeniging voor de bescherming van den industrieelen eigendom dat in Amsterdam werd gehouden. in 1904 ging hij als Nederlands gedelegeerde naar het congres voor internationaal privaatrecht in St. Louis (USA). In 1920 en 1921 was hij voorzitter van de vergaderingen in Portsmouth en Den Haag van de International Law Association. Voor deze zaken kreeg hij erkenning door de benoeming op 27-4-1919 tot lid van de Koninklijke Akademie van Wetenschappen.

## Politieke activiteiten
Ook politiek was hij actief. Hij was lid van de liberale kiesvereniging 'Burgerpligt'. Voor deze vereniging hij van 9 december 1884 tot 10 januari 1894 lid van de gemeenteraad. Een deel van deze periode zat zijn broer Nicolaas Marinus ook in de raad (voor de Vrijzinnige Kiesvereniging "Vooruitgang"). Hij pleitte hij onder meer voor teruggave van het Paleis op de Dam als stadhuis van de stad Amsterdam. Hij was lid van de Provinciale Staten van Noord-Holland in periode 14 mei 1895 - 1 oktober 1913. Hij zat onder andere in de commissie voor gezondheid tot 1899
In verband met zijn benoeming tot lid van de Raad van State als opvolger van Asser in het najaar van 1913 nam hij tegelijk van de politiek en zijn ordinariaat afscheid. Dat laatste deed hij met een rede met al titel: "De invloed van Zuid- en Noord- Nederlandsche rechtsgeleerden op de ontwikkeling van het internationaal privaatrecht". Dezelfde rede had hij ook gehouden in het Vlaamsch Pleitgenootschap der Brusselsche Balie op vrijdag 20 december 1912.
Hierna publiceerde hij nog "Het systeem van het bijzonder deel der handels- en verkeersverbintenissen" (1913), dit werk was bedoeld als collegehandleiding. En hij schreef in 1920 "De koopovereenkomst in het internationale recht"

## Overige functies
Op uitnodiging van den Volkenbond bracht hij in 1923 een belangrijk rapport uit over het vraagstuk van de unificatie der wetten betreffende den wissel en het orderbiljet, en samen met een algemeen rapport, dat de meningen over dit onderwerp weergaf van hem zelf, van Chalmers, Klein en Lyon-Caen. Zo heeft hij zich in binnen- en buitenland een voorname plaats weten te verzekeren op het gebied van het internationaal privaatrecht.
Daarnaast bekleedde hij vele andere functies. Zo was hij voorzitter van de Nederlandse Turnvereniging en regent van het Nederlandsch Israelitisch Jongens Weeshuis.
In 1903 werd hij benoemd tot Ridder in de Orde van de Nederlandse Leeuw.

## Publicaties
Deze publicaties zijn vindbaar via worldcat, de publicaties met een referentienummer zijn via die referentie online te downloaden.
- 1880 - Het vonnis van faillietverklaring in het internationaal privaatrecht[9]; Dissertation, Leiden : P. Somerwil
- 1883 - De uitbreiding van Amsterdam en de internationale tentoonstelling van 1883; Amsterdam : Idenbuur & Van Seldam
- 1884 - Exposition intertionale, coloniale et d'exportation générale, Amsterdam 1883. Ve section, le principe fondamental du droit international de la faillite; Amsterdam : J.H. de Bussy
- 1888 - Onder welke voorwaarden moet de Nederlandsche wetgever uitvoerbaarheid verleenen aan de vonnissen van den buitenlandschen burgerlijken rechter? : praeadvies; 's-Gravenhage : Belinfante
- 1890 - La méthode du droit international privé; La Haye : Belinfante
- 1893 - Iets over de verbetering der volkshuisvesting te Amsterdam in verband met werkverschaffing; Amsterdam : Ipenbuur & Van Seldam
- 1894 - De beteekenis van de nieuwe Faillissementswet voor het nationale en het internationale recht; Amsterdam[10] : Ipenbuur & Van Seldam
- 1895 - La codification du droit international de la faillite; La Haye : Belinfante frères ; Paris : Marchal et Billard ; Bruxelles : Emile Bruylant ; Londres : Sampson, Low, Marston and Cy
- 1897 - Antiquités & objets d'art : catalogue de la collection très-importante formée par feu M.S.W. Josephus Jitta d'Amsterdam : la vente aura lieu à Amsterdam le Mardi 9 Novembre; Amsterdam : Frederik Muller & Co.
- 1900 - Advies over het Ontwerp-Woningwet;
- 1900 - Plan van een college over assurantie;
- 1900 - Rapport over het wetsontwerp tot regeling van het staatstoezicht op de volksgezondheid, uitgebracht door de Gezondheidscommissie te Amsterdam.
- 1901 - Staatsburgerschap en wereldburgerschap : rede Amsterdam;
- 1903 - Behoeft onze wetgeving op spel en weddenschap wijziging; zoo ja, welke? / Moet de oneerlijke mededinging door den wetgever worden bestreden; zoo ja, hoe? 's-Gravenhage : Belinfante
- 1903 - Moet de oneerlijke mededinging door den wetgever worden bestreden, zoo ja, hoe? : praeadvies; 's-Gravenhage : F.J. Belinfante
- 1904 - Oneerlijke concurrentie : praeadvies; Nijmegen
- 1905 - Método de derecho internacional privado; Madrid, La España Moderna
- 1906 - La substance des obligations dans le droit international privé; La Haye : Belinfante frères
- 1906 - Collectieve inkoop in verband met de middenstandsbeweging; praeadvies uitgebr. op het congres van den Nederlandschen bond van vereenigingen van den handeldrijvenden en industriëele middenstand 18 en 19 Juli 1906 te Leeuwarden; Dalfsen
- 1906 - La substance des obligations dans le droit international privé. Tom. 1, But et plan de l'ouvrage, obligations qui ont leur source dans un contrat; La Haye : Belinfante frères
- 1907 - La substance des obligations dans le droit international privé 2 Obligations qui n'ont pas leur source dans un contrat ; conclusions ; La Haye : Belinfante frères
- 1909 - Die "famosissima quaestio" von 1693 : Ein beitrag zur geschichte der alten niederländischen schule des internationalen privatrechts; Stuttgart : F. Enke
- 1910 - Het bewijs in strafzaken / Burgerrechtelijke aansprakelijkheid van oprichters en commissarissen van naamloze vennootschappen; 's-Gravenhage : Belinfante
- 1910 - Burgerrechtelijke aansprakelijkheid van oprichters en commissarissen van naamloze vennootschappen : praeadviezen; 's-Gravenhage : Belinfante
- 1910 - 7e Middenstandscongres : te houden te Arnhem in Juli 1910 : Praeadviezen over de wettelijke bestrijding van oneerlijke praktijken in handel en bedrijf;
- 1911 - Brief van D. Josephus Jitta aan Maurits Benjamin Mendes da Costa (1851-1938) UB: HSS-mag.: XX K 3/91/3.
- 1912 - De invloed van Zuid- en Noord-Nederlandsche rechtsgeleerden op de ontwikkeling van het internationaal privaatrecht, Scheltema & Holkema[11]
- 1912 - De internationale rechtstoestand van de individuen en de wetten en tractaten op de uitlevering / De toetreding van het Britsche Rijk, van de Vereenigde Staten van Noord-Amerika en, in 't algemeen, van de niet-Europeesche staten tot de Haagsche Tractaten van het internationaal privaatrecht; Mededeelingen van de Nederlandsche Vereeniging voor Internationaal Recht, no. 3[12]
- 1913 - Systeem van het bijzonder deel der handels- en verkeersverbintenissen : leiddraad bij de colleges in het handelsrecht; Amsterdam : Scheltema & Holkema[13]
- 1913 - De invloed van Zuid- en Noord-Nederlandsche rechtsgeleerden op de ontwikkeling van het internationaal privaatrecht; Amsterdam : Scheltema & Holkema
- 1913 - Systeem van het bijzonder deel der Handels- en Verkeersverbintenissen : leiddraad bij de colleges in het handelsrecht; Amsterdam : Scheltema & Holkema's Boekhandel K. Groesbeek & Paul Nijhoff
- 1913 - Statuten der Nederlandsche Vereeniging voor Internationaal Recht, Nederlandsche Groep van "The International Law Association", te Amsterdam;
- 1913 - Bijeenkomst der International Law Association, Madrid; Med. Ned ver. voor Int. Recht, nr 5[14]
- 1913 - 'Twee gewaardeerde tegenstanders'; Rechtsgeleerd magazijn : tijdschrift voor binnen- en buitenlandsche rechtsstudie, Vol. 32, p. 135-143
- 1913 - De invloed van zuid- en noord-nederlandsche rechtsgeleerden op de ontwikkeling van het internationaal privaatrecht : rede gehouden in het Vlaamsch pleitgenootschap der brusselsche balie op vrijdag 20 december 1912; Amsterdam : Scheltema & Holkema's boekhandel : K. Groesbeek en P. Nijhoff
- 1916 - Internationaal privaatrecht : gegevens hoofdzakelijk ten behoeve van Nederlandsche rechtsbeoefenaars; Haarlem : H.D. Tjeenk Willink & Zoon
- 1916 - Teleurstelling in het heden en hoop voor de toekomst van het volkenrecht; Nederlandsche Vereeniging voor Internationaal Recht, (Nederlandsche Groep van The International Law Association)
- 1919 - De wederopbouw van het internationale recht op den grondslag van eene rechtsgemeenschap van het menschelijk geslacht, Haarlem : H.D. Tjeenk Willink & Zoon
- 1919 - The renovation of international law, on the basis of a juridical community of mankind, systematically developped; The Hague, M. Nijhoff, 1919
- 1919 - The System; The Renovation of International Law pp 7-183[15]
- 1919 - Die Neugestaltung des internationalen Rechts : auf der Grundlage einer Rechtsgemeinschaft des menschlichen Geschlechts; he Hague, M. Nijhoff
- 1919 - La rénovation du droit international sur la base d'un communaute juridique du genre humain, La Haye : Martinus Nijhoff
- 1919 - Brief van Daniel Josephus Jitta (1854-1925), staatsraad, geschreven aan Jan te Winkel (1847-1927) 77 D 40; Brieven in verband met het hoogleraarschap van te Winkel Ha-Ku, geschreven aan Jan te Winkel (1847-1927)no. 3
- 1919 - 'Verslag der Algemeene Ledenvergadering op 29 Maart 1919'; Mededeelingen van de Nederlandsche Vereeniging voor Internationaal Recht, no. 12
- 1920 - 'The Development of Private International Law Through Conventions'; The Yale Law Journal, v29 n5 (19200301): 497-508
- 1920 - De koopovereenkomst in het internationale recht; Amsterdam, Müller[16]
- 1922 - Unification of laws relating to bills of exchange : memorandum; Geneva : League of Nations
- 1923 - Unification of laws relating to bills of exchange and promissory notes : general report and individual reports; League of Nations. Economic Committee.
- 1923 - La consolidation et l'extension de l'oeuvre des Conférences de la Haye pour la codification du droit international privé; Bruxelles, Société anonyme M. Weissenbruch
- 1926 - Is wijziging van de Nederlandsche handelspolitiek wenschelijk? De jongste faze onzer handelspolitiek; 's-Gravenhage, Nijhoff

- Bibliothèque nationale de France: cb12564045g (data)
- Biografisch Portaal: 31656986
- Digitale Bibliotheek voor de Nederlandse Letteren: jitt002
- Gemeinsame Normdatei: 102088497
- International Standard Name Identifier: 0000 0000 6634 8035
- Library of Congress Control Number: no89017131
- Nationale Bibliotheek van Israël: 987007281890405171
- Nederlandse Thesaurus van Auteursnamen: 068320434
- Parlement.com: vg09lly6jvz5
- Système universitaire de documentation: 231079478
- Trove: 1065451
- Virtual International Authority File: 51806858
- WorldCat: E39PBJyrXrCTHYkQC7M43khbVC